# 현빈 (가수)
현빈(본명: 문현빈, 한국 한자: 文玄彬, 영어: HYUNBIN, 2000년 2월 26일 ~ )은 대한민국의 가수이자 레인컴퍼니소속이며대한민국의 보이 그룹 싸이퍼에서 리더, 센터, 서브보컬을 맡고있다. 휘, 케이타, 태그, 원 함께 서브보컬를 맡고 있다. 현재 엠비씨에서 방영되었던 소년판타지에 참가자로 출연하였으나 탈락했다.

## 학력
| 연도 | 학교           | 학과 | 비고 |
| ---- | -------------- | ---- | ---- |
|      | [[]]           |      |      |
|      | [[]]           |      |      |
|      | 영동일고등학교 |      | 졸업 |
|      | [[]]           |      |      |

## 텔레비전 프로그램

### 방송
| 연도   | 기간               | 방송사 | 제목                          | 역할   | 장르 | 비고 |
| ------ | ------------------ | ------ | ----------------------------- | ------ | ---- | ---- |
| 2019년 | 5월 3일 ~ 7월 19일 | 엠넷   | 《프로듀스 X101》             | 참가자 | 예능 | 출연 |
| 2023년 | 3월 30일 ~         | 엠비씨 | 《소년판타지방과후설렘시즌2》 | 참가자 | 예능 | 출연 |